# Robert Hillsborough
Robert Hillsborough (ur. 1944, zm. 1977) – amerykański ogrodnik i członek społeczności LGBT. Jego brutalne zabójstwo w 1977 roku stało się jednym z katalizatorów emancypacji osób LGBT w Stanach Zjednoczonych. Choć Hillsborough był 19. gejem zamordowanym w USA z powodu swojej orientacji seksualnej w ciągu 19. poprzednich miesięcy, dopiero jego śmierć przedostała się do zbiorowej świadomości dzięki mediom. Jego zabójstwo przyczyniło się także do zgalwanizowania społeczności LGBT wokół wspólnej walki o prawa człowieka.

## Morderstwo
Hillsborough urodził się 10 marca 1944. Był ogrodnikiem, od połowy lat 70. XX wieku opiekował się zielenią jednego z placów zabaw dla dzieci w centrum San Francisco, dzieci przezywały go Mr. Greenjeans („pan zielone jeansy”). Wieczorem 21 czerwca 1977 wybrał się na dyskotekę ze swoim chłopakiem, Jerrym Taylorem. Około północy obaj wyszli z klubu i podjechali do hamburgerowni typu drive-in, gdzie grupa młodzieży rozpoznała w nich gejów. Czterech młodych mężczyzn zaatakowało ich słownie oraz kilkukrotnie uderzyło Hillsborougha przez otwarte okno samochodu. Gdy ten wycofał z miejsca parkingowego i ruszył w kierunku domu, napastnicy także ruszyli za nimi swoim autem. Gdy Hillsborough i Taylor wysiedli z samochodu pod swoim domem w dzielnicy Mission, zostali zaatakowani na rogu ulic Dziewiętnastej i Lexington. Taylor salwował się ucieczką przez wysoki płot, Hillsborough jednak został powalony na ziemię i pobity, a jeden z członków grupy zadał mu piętnaście ciosów nożem w twarz i klatkę piersiową. Napastnicy krzyczeli „Ciota, ciota” oraz „To w imię Anity”, zapewne odnosząc się do znanej ówcześnie aktywistki Anity Bryant, będącej twarzą kampanii Save Our Children walczącej o odrzucenie prawa antydyskryminacyjnego na Florydzie.
Sąsiedzi wezwali policję i karetkę pogotowia, jednak Hillsborough został uznany za zmarłego trzy kwadranse po ataku, po przewiezieniu do pobliskiego szpitala. Napastników ujęto jeszcze tego samego dnia. Zabójca, John Cordova, miał w chwili zbrodni 19 lat, pozostali napastnicy (Thomas Spooner, Michael Chavez i Richard Ojeda) od 16 do 21. Cordova i Spooner zostali oskarżeni o morderstwo („zabójstwo pierwszego stopnia” w amerykańskim systemie prawnym); pierwszego z nich skazano na 10 lat pozbawienia wolności, drugi został uniewinniony, pozostałym dwóm członkom grupy nie postawiono zarzutów bowiem świadkowie zeznali, że nie wysiedli oni z samochodu.
Matka zabitego, a także burmistrz George Moscone w publicznych oświadczeniach wskazali, że inspiratorami zabójstwa byli Anita Bryant oraz senator John Briggs, polityk liczący na wsparcie chrześcijańskich fundamentalistów w walce o fotel gubernatora stanu Kalifornia. Burmistrz nakazał także opuszczenie flag w mieście do połowy masztu. W reakcji m.in. na to morderstwo, społeczność LGBT w San Francisco zorganizowała 26 czerwca największy aż do tego czasu marsz dumy (Gay Freedom Day Parade), wzięło w nim udział pomiędzy 200 tysięcy a ćwierć miliona uczestników (niektóre źródła wspominają nawet o 300 tys. uczestników). Mimo obaw policji, i marsz, i pogrzeb Hillsborougha odbyły się bez większych incydentów. Podczas marszu Harvey Milk ogłosił zamiar kandydowania do rady miejskiej.
Matka Roberta Hillsborough w lipcu wytoczyła proces Anicie Bryant, jej mężowi, senatorowi Briggsowi i innym osobom o spiskowanie w celu odebrania mu praw obywatelskich poprzez rozpętanie „kampanii nienawiści, bigoterii i uprzedzeń przeciwko niemu i innym homoseksualistom”, jednak sąd oddalił pozew.